# Ordre de l'Étoile Brillante
L'Ordre de l'Étoile Brillante, (chinois : 景星勳章), est une distinction civile de la république de Chine. Créée le 12 février 1941, elle est remise pour contributions exceptionnelles au développement de la nation et peut être décernée à des ressortissants nationaux et étrangers.
Elle est divisée en neuf classes.

## Description
Au centre de la médaille se trouve une étoile à cinq branches symbole de vertu. Le nom « Étoile brillante » provient du Shiji qui dit que « Les Étoiles brillantes, dont l'apparence diffère de temps en temps, brillent sur les nations des justes ».

## Classes
Il y a neuf rangs dans l'ordre, conformément à l'Article sur les Décorations de la République de Chine. Le premier rang doit être décerné par le président de la République de Chine.

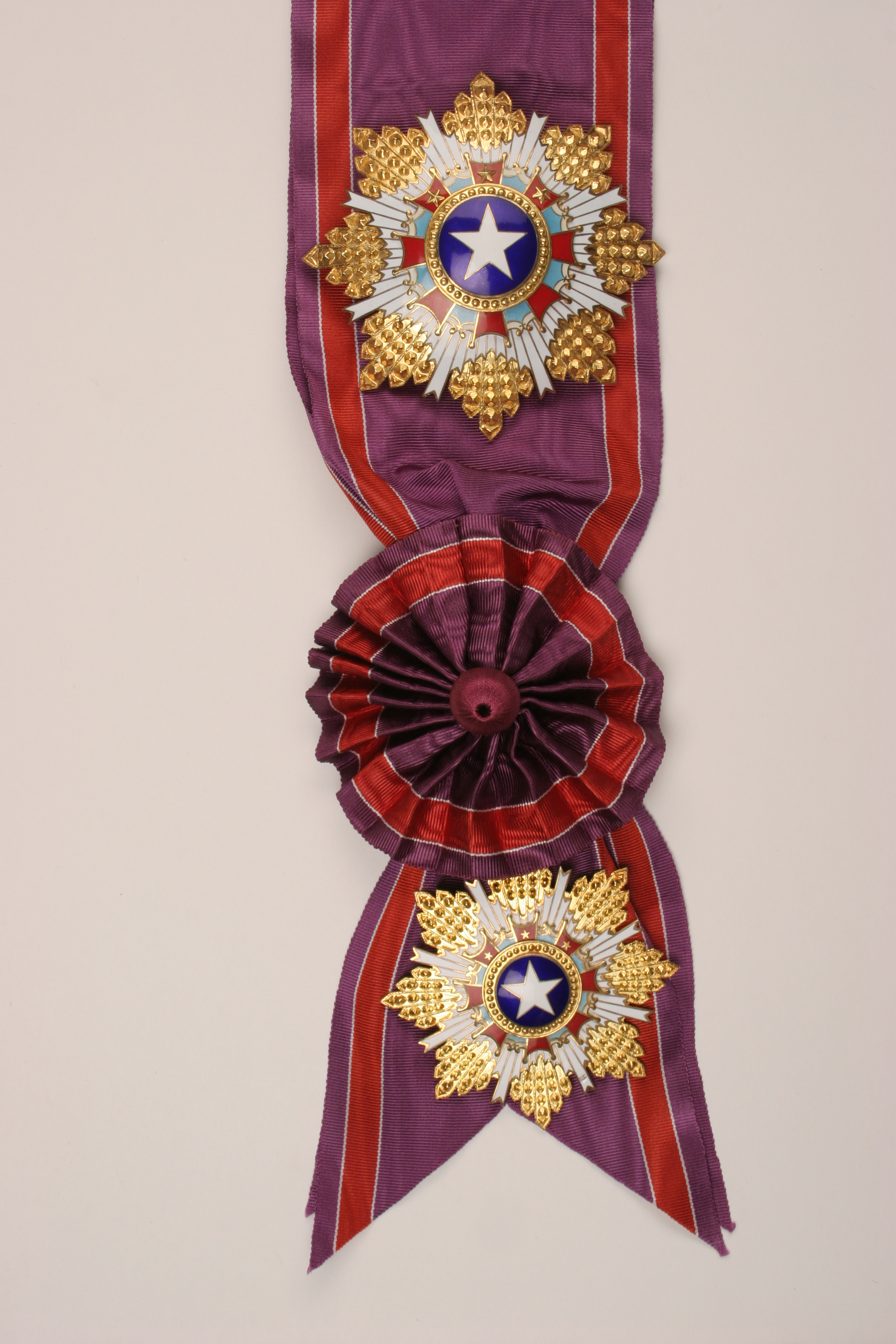
La médaille avec distinction de première classe

| 1re classe (grand cordon spécial) |
| 2e classe (grand cordon)          |
| 3e classe (grand cordon violet)   |
| 4e classe (collier spécial)       |
| 5e classe (collier)               |
| 6e classe (rosette spéciale)      |
| 7e classe (rosette)               |
| 8e classe (ruban spécial)         |
| 9e classe (ruban)                 |